# Franz Albl
Franz Albl (11. října 1849 Mukoděly – 22. července 1912 Mukoděly) byl rakouský a český zemědělský organizátor a politik německé národnosti, na přelomu 19. a 20. století poslanec Českého zemského sněmu, starosta Mukoděl.

## Život
Franz Abl nabyl vzdělání jako samouk. Profesí byl rolníkem v rodných Mukodělech. Roku 1885 byl zvolen předsedou hospodářského spolku ve Vroutku. V letech 1888–1894 byl obecním starostou v Mukodělech. Roku 1893 založil další hospodářský spolek a družstvo pro pojištění dobytka. Spolu s A. Steinerem založil hospodářské úvěrové družstvo v Podbořanech, Spolek pro pěstování chmele v Žatci a řepný kartel pro severozápadní Čechy.
V 90. letech 19. století se zapojil i do zemské politiky. Ve volbách v roce 1895 byl zvolen v kurii venkovských obcí (volební obvod Žatec) do Českého zemského sněmu. Uvádí se jako německý liberál (liberálně a centralisticky orientovaná Německá pokroková strana, odmítající federalistické aspirace neněmeckých etnik).
Podle tiskové zprávy zemřel tragicky, v důsledku pádu dřevěného sloupu na chmelnici.